# Beke Ince Kristóf
Bekeházi Beke Ince Kristóf (Torony, Vas vármegye, 1785. március 2. – Veszprém, 1862. október 2.) vörösberényi plébános.

## Élete
Atyja Beke Imre uradalmi tiszt volt; korán árvaságra jutván, rumi és rábadoroszlói Rumy József Vas vármegyei birtokos vette gondjai alá; a középiskolákat és bölcseletet Győrött bevégezvén, a veszprémi egyházmegye növendékei közé soroztatott. A teológia hallgatása után Pestre küldetett a központi papnevelőbe, honnan visszakerülvén pappá szenteltetett és Veszprémben kezdé meg lelkészi hivatalát. Innen négy év múlva a siófoki plébániára nevezték ki; melyet tíz év után a peremartonival cserélt föl; innét négy év múlva Veszprémbe költözött, hol az árvaház igazgatását vette át. Kopácsy hercegprímás fölállítván székvárosában a mesterképzőt, ennek egyik tanárául 1835-ben őt hívták meg, ki ezen hivatalától csak 1842-ben vált meg, midőn az intézet megszűnt. 1843-tól mint vörösberényi lelkész működött. Élete végéveit Veszprémben nyugalomban töltötte.

## Munkái
- A betegeknek és haldoklóknak lelki vigasztalására és épülésére szolgáló kézikönyv. Németből ford. és nehány toldalékkal megbővítette. Buda. 1826.
- Kézikönyv a magyar falusi oskolamesterek számára. Uo. 1828.
- Egyházi beszéd a veszprémi árvaház elkészülésekor. Veszprém, 1829.
- A templomokat szükségesekké teszi a religiónak mivolta és az emberi természetnek minéműsége, Uo. (1830.)
- Az egyházi személynek főbb kötelessége. Uo. 1831. (Prédikáczió.)
- A nevelés ügyében különösen a köznépre nézve. Uo. 1833. (Ism. Figyelő XX. 172.)
- Igaz-e, hogy mindenben hátra vagyunk? Pest, 1838. (Bekeházi Innocent névvel. Ism. Figyelmező.)
- A korszellem Bekeházi Innocent által fejtegetve. Uo. 1840.
- Lehet-e a vegyesházasságoktól a beszentelést törvényesen megtagadni vagy reversalist elfogadni. Buda, 1840. (Alapi Ignácz névvel.)
- Kalászok a religio, egyház és tudományok mezejéről. Pest, 1840.
- A vegyes házasságok egyházi ünnepesítése körül fenforgó kérdések megfejtve. Uo. 1841. (2. megbőv. kiadás. Uo. 1841. Névtelenűl.)
- Neveléstudomány a mesterképző intézetek számára. Buda, 1844.
- Általános tanítástan a mesterképző intézetek számára. Buda, 1844.
- A lélektudomány viszonya a neveléshez. Pest, 1845. (Kiadva a m. tud. Akadémia által a Philos Pályamunkák 3. kötetében.) REAL-EOD
- Közép katechismus az elemi tanodák számára. Veszprém, 1849.
- Mennyei mannás kert. 2. kiadás Uo. 1866. (3. kiadás. Nagy-Kanizsa, 1874. Ima- és énekeskönyv.)
- Biztos lelki vezér. 4. kiadás. Nagy-Kanizsa, 1874. (Imakönyv.)

Kéziratban maradt: Iskolamester-liturgika 1852-ből. (Ism. a Religio 1853. I. 20. sz.)
Kiadta a Fejér-féle Codex Diplomaticus-nak IX. tom. VII. vol. 631–737. lapjain a veszprémi püspökség okleveleit 1131–1332. évekből.
Szerkesztette az Őrangyal vallási almanachot 1843-ra Pesten és egy énekgyűjteményt Jáky Ferencz és Molnár József társaságában. (Jáky f.-féle füzeteket.)
Értekezései megjelentek a Tudománytárban (1834. a népnevelésről) és a Religio és Nevelésben.